# Fonction bêta
Pour les articles homonymes, voir Bêta (homonymie).

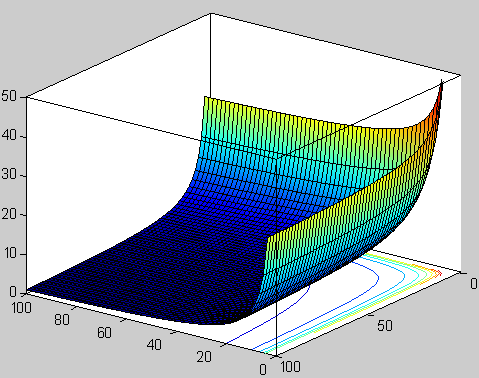
Variations de la fonction bêta pour les valeurs positives de x et y

En mathématiques, la fonction bêta est une des deux intégrales d'Euler, définie pour tous nombres complexes x et y de parties réelles strictement positives par :
et éventuellement prolongée analytiquement à tout le plan complexe à l'exception des entiers négatifs.
La fonction bêta a été étudiée par Euler et Legendre et doit son nom à Jacques Binet. Elle est en relation avec la fonction gamma.
Il existe aussi une version incomplète de la fonction bêta, la fonction bêta incomplète ainsi qu'une version régularisée de celle-ci, la fonction bêta incomplète régularisée.

## Propriétés
Dans sa définition sous forme d'intégrale, le changement de variable u = 1 – t prouve que cette fonction est symétrique c'est-à-dire que :
Elle peut prendre aussi les formes intégrales 
{\displaystyle \mathrm {B} (x,y)=2\int _{0}^{\pi /2}\sin ^{2x-1}\theta ~\cos ^{2y-1}\theta ~\mathrm {d} \theta } (par le changement de variable {\displaystyle t=\sin ^{2}\theta }),
{\displaystyle \mathrm {B} (x,y)=\int _{0}^{\infty }{\frac {s^{y-1}}{(1+s)^{x+y}}}~\mathrm {d} s} (par le changement de variable {\displaystyle t={\dfrac {1}{1+s}}}).
Elle satisfait des équations fonctionnelles telles que :
{\displaystyle \mathrm {B} (x,y+1)={y \over x+y}\mathrm {B} (x,y)},
{\displaystyle \mathrm {B} (x,y)~\mathrm {B} (x+y,1-y)={\dfrac {\pi }{x\sin(\pi y)}}},
{\displaystyle \mathrm {B} (x,x)=2^{1-2x}\mathrm {B} \left({\tfrac {1}{2}},x\right)}.
Elle est liée à la fonction gamma par l'équation suivante :
Si x et y sont des entiers strictement positifs, cette équation se réécrit, en termes de factorielles ou de coefficient binomial :
{\displaystyle {\frac {x+y}{xy\mathrm {B} (x,y)}}={\frac {(x+y)!}{x!~y!}}={x+y \choose x}}.
Si x et y sont deux rationnels et si ni x, ni y, ni x + y ne sont entiers, alors Β(x, y) est un nombre transcendant.

## Dérivation
Les dérivées partielles de la fonction bêta utilisent les équations fonctionnelles vues précédemment :
{\displaystyle {\partial  \over \partial x}\mathrm {B} (x,y)=\mathrm {B} (x,y)\left({\Gamma '(x) \over \Gamma (x)}-{\Gamma '(x+y) \over \Gamma (x+y)}\right)=\mathrm {B} (x,y)(\psi (x)-\psi (x+y)),}
{\displaystyle {\partial  \over \partial y}\mathrm {B} (x,y)=\mathrm {B} (x,y)(\psi (y)-\psi (x+y))}
où ψ(x) est la fonction digamma.
{\displaystyle {\partial ^{2} \over \partial x^{2}}\mathrm {B} (x,y)=\mathrm {B} (x,y)\left[(\psi (x)-\psi (x+y))^{2}+(\psi _{1}(x)-\psi _{1}(x+y))\right],}
{\displaystyle {\partial ^{2} \over {\partial x\partial y}}\mathrm {B} (x,y)=\mathrm {B} (x,y)\left[(\psi (x)-\psi (x+y))(\psi (y)-\psi (x+y))-\psi _{1}(x+y)\right],}
où ψn(x) est la fonction polygamma.

## Fonction bêta incomplète
La fonction bêta incomplète est définie par :
et vérifie trivialement :
{\displaystyle \mathrm {B} (x;\,a+1,b)+\mathrm {B} (x;\,a,b+1)=\mathrm {B} (x;\,a,b)\quad {\rm {et}}\quad x^{a}(1-x)^{b}=a\mathrm {B} (x;\,a,b+1)-b\mathrm {B} (x;\,a+1,b).}
Pour x = 1, elle correspond à la fonction bêta de paramètres a et b.
La fonction bêta incomplète régularisée consiste à diviser la fonction bêta incomplète par la fonction bêta complète
Les relations précédentes deviennent ainsi
{\displaystyle aI_{x}(a+1,b)+bI_{x}(a,b+1)=(a+b)I_{x}(a,b)}{\displaystyle ,\quad I_{x}(a,b+1)-I_{x}(a+1,b)=x^{a}(1-x)^{b}{\frac {a+b}{ab\mathrm {B} (a,b)}}.}
On déduit de la seconde (par une récurrence immédiate) le lien suivant avec le développement binomial et la loi binomiale :
{\displaystyle I_{p}(a,n-a+1)=\sum _{j=a}^{n}{n \choose j}p^{j}(1-p)^{n-j}.}